# Nutaarmiut
Nutaarmiut ([nuˈtɑːmːiutˢʰ] según la antigua ortografía Nutârmiut en danés: «Menneskene på det nye sted» ‘La gente en el nuevo lugar’) es un asentamiento de Groenlandia, ubicado al oeste del antiguo municipio de Qaasuitsup, actualmente es Avannaata.

## Localización
Nutaarmiut se encuentra cerca de 82 km al norte de Upernavik. En la costa este de una isla homónima sobre la bahía Tasiusaq, perteneciente al archipiélago de Upernavik. Un kilómetro al norte se encuentra el asentamiento de Ikerasaarsuk con un reducido número de habitantes. La ciudad más cercana está a 20 km al sureste, Tasiusaq.

## Historia
Probablemente Nutaarmiut se estableció alrededor de 1910. Los residentes procedían de la cercana Itilliarsuk. Desde 1911 perteneció al municipio de Tasiusaq. En 1918 el poblado tenía 33 residentes que vivían en cinco casas. Entre 1930 y 1950 el lugar contaba tan solo con 18 o 23 habitantes. En 1950 pasó a formar parte del nuevo municipio, para ese entonces, de Upernavik. Nunca recibió oficialmente el estatus de aldea. Durante la reforma administrativa en 2009, el lugar pasó a la administración de la Kommune de Qaasuitsup y a la de Avannaata desde 2018.

## Demografía
| Gráfica de evolución de Nutaarmiut entre 1977 y 2020 |
|                                                      |

La población de Nutaarmiut ha disminuido en más de un 40% con respecto a los niveles de 1990, y ha estado disminuyendo de manera constante en la década de 2000.